# Campo di concentramento di Wittmoor
Il campo di concentramento di Wittmoor (in tedesco KZ Wittmoor) fu uno tra i primi campi di concentramento nazisti in Germania attivo nel 1933 nell'omonima località di Karstädt, comune del Brandeburgo nel circondario del Prignitz in Germania. 

## Storia

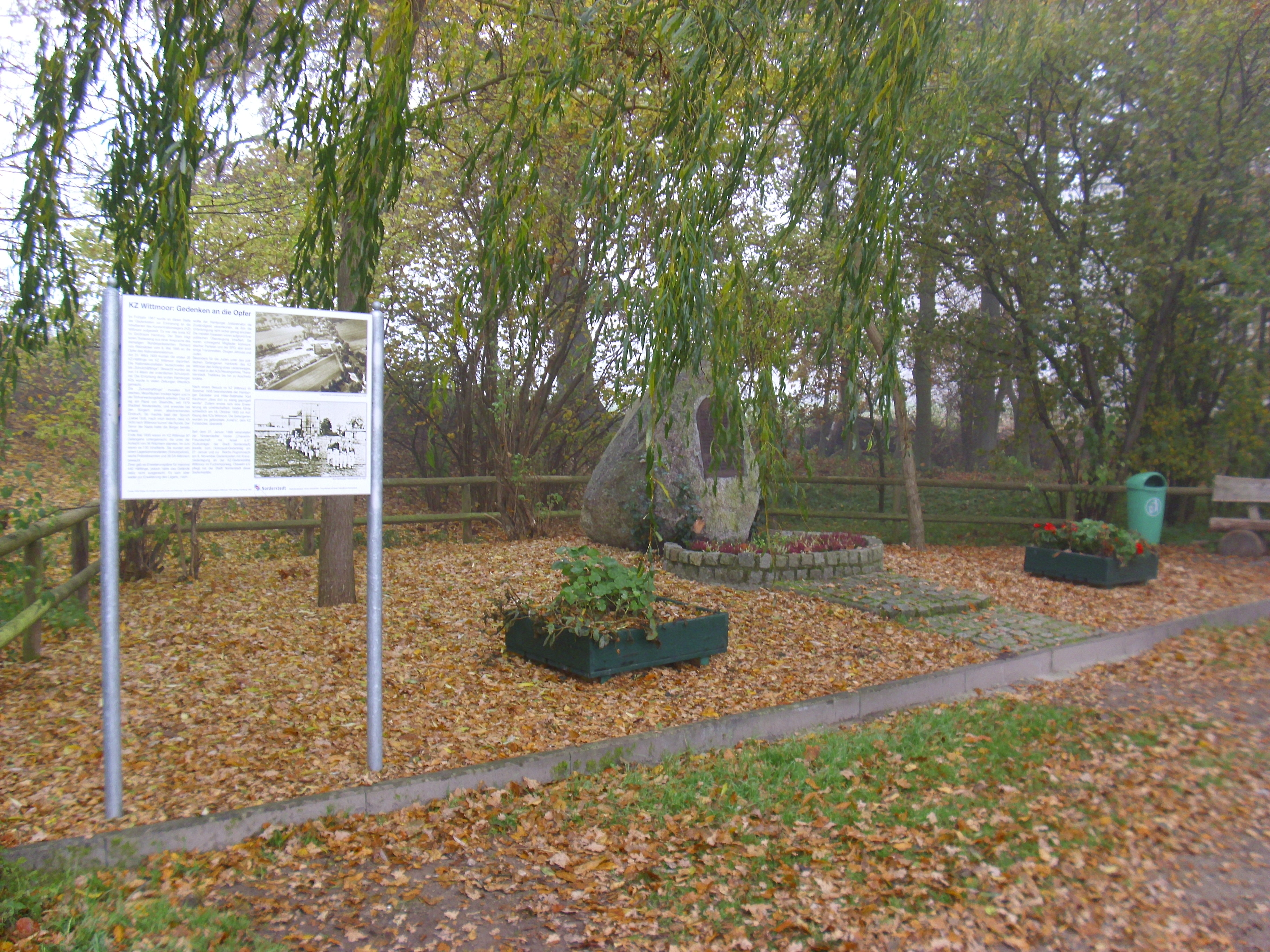
Sito dove sorgeva il campo di concentramento di Wittmoor col memoriale in pietra e il pannello informativo

Alfred Richter, allora commissario del Reich per la polizia di Amburgo, il 31 marzo 1933 ordinò la creazione di un campo di concentramento per prigionieri sottoposti a custodia protettiva nel territorio di Wittmoor. A tal fine fu scelto l'edificio di una fabbrica di lavorazione della torba in disuso. Lo scopo dichiarato fu quello di rieducare gli oppositori politici del nazionalsocialismo e così gli omosessuali attraverso i lavori forzati. Il campo di concentramento di Wittmoor fu il primo campo di concentramento nel territorio di Amburgo e fu attivo a partire dal mese di aprile sino al mese di ottobre del 1933. A settembre, un mese prima della chiusura, il numero delle persone internate nel campo di concentramento era salito a 140. I prigionieri erano impiegati a raccogliere la torba nella brughiera. Nel processo dell'unificazione del sistema dei campi di concentramento, il 17 ottobre 1933 il campo venne chiuso e il giorno seguente i prigionieri vennero trasferiti al campo di concentramento di Fuhlsbüttel ad Amburgo. La sorveglianza venne affidata a membri delle SA.
L'esistenza del campo di concentramento, attivo per meno di un anno, a lungo non fu oggetto di dibattito pubblico e solo nel 1986 la città di Amburgo eresse una lapide commemorativa per ricordare le vittime del campo. L'anno successivo la città di Norderstedt eresse anche una lapide commemorativa contenente una citazione dal discorso del presidente federale Richard von Weizsäcker dell'8 maggio 1985, in memoria delle vittime della persecuzione nazista. In occasione del 75° anniversario della fondazione del campo di concentramento di Wittmoor, nel marzo 2008 presso il memoriale è stato collocato un pannello informativo. La fabbrica di torba rimase in funzione fino agli anni settanta del XX secolo e poi i suoi edifici furono demoliti.

## Descrizione
Il campo di concentramento di Wittmoor si trovava nella omonima località di Karstädt nel Brandeburgo in Germania. Dell'originale campo non resta nulla ma sul sito dove stava la fabbrica per la lavorazione della torba è stato posto un memoriale in pietra e un pannello informativo. All'epoca della sua attività il campo di concentramento di Wittmoor era circondato da una recinzione non molto alta in filo spinato e attorno all'edificio vi erano aiuole fiorite che ne rallegravano un po' l'aspetto.